# 제다이
제다이(Jedi)는 《스타 워즈》에 나오는 가상의 조직으로서 은하계의 평화를 지키는 데에 목적을 둔다.
스타워즈 프리퀄 시리즈에 나오는 제다이들 중 강력하다고 일컬어지는 몇을 예로 들어보면, 첫 번째로 포스와 긴 수련에서 비롯한 무술 실력과 집중력을 겸비한 요다가 있다. 프리퀄 시리즈 기준으로 800살이 넘는 나이가 특징이다.
우아한 검술을 구사하는 두쿠 백작은 레전드 설정 기준으로 요다 다음가는 실력자로서, 스타워즈 2편 클론의 습격에서 그 정체가 밝혀진다.
메이스 윈두는 구공화국의 황금 시기에 Master Of The Order의 위치에 있는 최고의 제다이 중 한명이었으나 지오노시스 전투 이후에 자리를 요다에게 넘긴 후 일선에 나서 제다이를 지휘한다. 팰퍼틴 의장과의 결전에서 제다이 마스터 세 명을 더 이끌고 결전을 벌이는데, 여기서 윈두의 검술 능력을 볼 수 있다.
아나킨 스카이워커는 미디클로리언 수치가 20000이 넘는, 선천적으로 가진 포스의 능력이 가장 뛰어난 제다이로서, 콰이곤 진에 의해 늦은 나이에 수련을 받지만 이후 다크사이드로 타락하여 다스 베이더가 된다. 조지 루카스 감독의 인터뷰에 의하면 아나킨이 팔다리를 잃지 않았다면 요다, 시디어스, 두쿠, 윈두를 뛰어넘는 실력을 가질 수 있었다고 한다. 이는 작중 요다와 다스 시디어스의 결투 장면에서 언급되는데, 다스 시디어스가 아나킨을 곧 자기 둘보다 강력해질 것이라며 요다에게 대놓고 말해 기대를 표출한다.

## 명칭
조지 루커스가 제다이란 말을 만들 때 시대극을 뜻하는 일본어 "じだいげき"(지다이게키)에서 따 왔다는 설이 있으나 에드거 라이스 버로우의 바숨 북스에 나오는 전사 계급의 명칭 "제드"에서 따 왔다는 설이 지배적이다. 이외에 석가모니에게 기원정사를 보시한 기타(제다) 태자로부터 유래했다는 설도 있다.

## 기원
제다이는 악을 멀리하고 선을 따르는 포스 이용자들이다. 그들은 자신의 능력을 이타적으로, 사회에 공헌하는 방향으로 사용한다. 제다이들은 은하 제국이 건국되기 10,000년 전부터 존재해 왔었다. 아직까지 확실한 연결 고리가 발견된 적은 없지만, 고대의 많은 신비적인 단체들이 제다이의 전신인 것으로 추정된다. 마찬가지로, 제다이가 처음 생긴 행성이 어디인지도 불분명하다. 하지만 코러산트, 오수스, 코렐리아, 유타파우, 네 행성 중 하나인 것으로 추정되어 왔으나, 에피소드 7에서 등장한 아치 토 행성이 최초의 제다이 사원이 있던 행성이었던 것으로 밝혀졌다.

## 상세
오더 66 (Order 66)으로 은하 공화국의 제다이 기사단은 거의 궤멸되었으나, 엔도 전투이후 루크 스카이워커가 자신의 제다이 기사단을 세우고 재건한다. 하지만 루크의 조카 벤 솔로(카일로 렌)가 기사단을 몰살하고 렌 기사단으로 돌아선다. 루크 스카이워커는 이 사건으로 은둔하게 된다.

## 같이 보기
- 포스
- 광검
- 시스
- 제다이 인구 조사 현상